# Orthoceras
|  | Dieser Artikel wurde aufgrund von formalen oder inhaltlichen Mängeln in der Qualitätssicherung Biologie im Abschnitt „Paläontologie“ zur Verbesserung eingetragen. Dies geschieht, um die Qualität der Biologie-Artikel auf ein akzeptables Niveau zu bringen. Bitte hilf mit, diesen Artikel zu verbessern! Artikel, die nicht signifikant verbessert werden, können gegebenenfalls gelöscht werden. Lies dazu auch die näheren Informationen in den Mindestanforderungen an Biologie-Artikel. Begründung: Vollprogramm |

Orthoceras (altgriechisch für „gerades Horn“) ist eine Gattung ausgestorbener Kopffüßer aus der Gruppe der Nautiloideen. Sie ist auf das Mittlere Ordovizium der Baltischen Staaten und Schweden beschränkt.
Es wurde angenommen, dass die Gattung weltweit verbreitet ist, da der Term ehemalig als Papierkorb-Taxon für zahlreiche Arten von konischen Nautiloideen im Paläozoikum und in der Trias verwendet wurde.

## Merkmale
Vertreter der Gattung weisen eine schlanke, längliche Schalen mit quer verengter Mitte der Körperkammer und einem subzentralen orthochoanitischen Sipho auf. Die Oberfläche ist mit einem Netz sehr feiner Linien und Furchen („Lirae“) verziert.
Ursprünglich bezeichnete Orthoceras alle Nautiloideen mit einer geraden Schale (orthocones Gehäuse). Spätere Untersuchungen zu ihren inneren Strukturen, wie dem Sipho und den Kammerablagerungen, zeigten jedoch, dass diese tatsächlich einer Reihe verschiedener Gruppen, teils sogar unterschiedlicher Ordnungen, angehören.